# Gawo Kebe
Gawo Kebe est un woreda de l'ouest de l'Éthiopie situé dans la zone Kelam Welega de la région Oromia. Il a 65 396 habitants en 2007 et son centre administratif est Kebe.
Extrémité nord de la zone Kelam Welega, Gawo Kebe est limitrophe de la zone Mirab Welega au nord et à l'est. Il est bordé dans la zone Kelam Welega par les woredas Dale Wabera au sud-est, Yemalogi Welele au sud et Jimma Horo à l'ouest.
Ainsi défini, son territoire reprend la partie nord de l'ancien woreda Gawo Dale.
Sa principale agglomération s'appelle « Qebe » d'après le recensement et « Kebe » d'après les cartes. Kebe se situe vers 1 800 m d'altitude, une vingtaine de kilomètres au nord-ouest de Kake (le chef-lieu de Dale Wabera) sur la route en direction de Gidami.
La limite nord du woreda atteint le parc national de Dati Wolel.
Au recensement national de 2007, Gawo Kebe compte 65 396 habitants dont 3 % de citadins.
« Qebe » est avec 1 731 habitants la seule agglomération recensée dans le woreda.
Près de 40 % des habitants du woreda sont musulmans, près de 39 % sont protestants et 21 % sont orthodoxes.
En 2022, la population du woreda est estimée à 92 592 personnes avec une densité de population de 79 personnes par km2 et 1 173 km2 de superficie.